# Карамушка, Олег Александрович
Оле́г Алекса́ндрович Кара́мушка  (укр. Карамушка Олег Олександрович; род. 30 апреля 1984[…], Канев, Черкасская область) — украинский футболист, защитник

## Карьера
Карамушка — воспитанник черкасского футбола, выступал за «Днепр-2», с 2003 — за «Борисфен». Привлекался в молодёжную сборную Украины.
Перешёл в «Шахтёр» на правах свободного агента в июне 2005 года, заключив контракт на пять лет, выступал в аренде за запорожский «Металлург» и ФК «Харьков». Провел 92 игры в чемпионатах Украины, забил 3 гола. В Кубке Украины провёл 5 игр.
В августе 2008 года подписал двухлетний контракт с симферопольской «Таврией», куда перешёл как свободный агент. В феврале 2010 года отправился вместе с киевской «Оболонью» на сбор в Турции. Вскоре был заявлен за клуб на матчи Премьер-лиги.